# Super Mario Bros.: The Lost Levels
Super Mario Bros.: The Lost Levels é um jogo eletrônico de plataforma desenvolvido pela Nintendo Research & Development 4 e publicado pela Nintendo como a primeira sequência de Super Mario Bros. Os jogos são semelhantes em estilo e jogabilidade, exceto por um aumento acentuado na dificuldade. Como o original, Mario ou Luigi se aventuram a resgatar a Princesa de Bowser. Ao contrário do original, o jogo não tem opção para dois jogadores e Luigi se diferencia de seu irmão gêmeo encanador com atrito de solo reduzido e altura de salto aumentada. The Lost Levels também introduz contratempos como um cogumelo venenoso e teletransportes contraproducentes. O jogo tem 32 níveis em oito mundos, bem como 20 níveis bônus.
The Lost Levels foi lançado pela primeira vez no Japão para o Famicom Disk System como Super Mario Bros. 2 (スーパーマリオブラザーズ2, Sūpā Mario Burazāzu Tsū) no dia 3 de junho de 1986, seguindo o sucesso de seu antecessor. Foi desenvolvido pela equipe liderada pelo criador de Mario Shigeru Miyamoto, e projetado para jogadores que dominaram o original. A Nintendo of America considerou o título muito difícil para o público estadunidense e, em vez disso, escolheu outro jogo como o Super Mario Bros. 2 da região: uma versão adaptada do japonês Doki Doki Panic. A América do Norte pôde jogar The Lost Levels, nome pelo qual é conhecido na região, pela primeira vez na compilação de 1993 para Super Nintendo Entertainment System Super Mario All-Stars. Foi mais tarde portado para Game Boy Color, Game Boy Advance, Virtual Console (Wii, Nintendo 3DS e Wii U) e Nintendo Switch.
O título é conhecido por sua intensa dificuldade, o que contribui para sua reputação como a ovelha negra na franquia. Revisores viram The Lost Levels como uma extensão do lançamento original, especialmente sua progressão de dificuldade. Os jornalistas apreciaram o desafio do jogo ao assistir speedruns e reconheceram o jogo como um precursor da subcultura da franquia em que os fãs criam e compartilham ROM hacks apresentando níveis quase impossíveis. Esta sequência deu a Luigi suas primeiras características e introduziu o cogumelo venenoso, que desde então tem sido usado em toda a franquia Mario. The Lost Levels foi o jogo mais popular do Disk System, vendendo cerca de 2,5 milhões de cópias e é lembrado entre os jogos mais difíceis da Nintendo e dos jogos eletrônicos em geral.